# Kattakampal
Kattakampal es una ciudad censal situada en el distrito de Thrissur en el estado de Kerala (India). Su población es de 11836 habitantes (2011). Se encuentra a 31 km de Thrissur y a 77 km de Kozhikode.

## Demografía
Según el censo de 2011 la población de Kattakampal era de 11836 habitantes, de los cuales 5419 eran hombres y 6417 eran mujeres. Kattakampal tiene una tasa media de alfabetización del 97,09%, superior a la media estatal del 94%: la alfabetización masculina es del 98,51%, y la alfabetización femenina del 95,92%.